# Grand Prix Sezon 1923
Sezon Grand Prix 1923 – kolejny sezon wyścigów Grand Prix organizowanych w Europie i Ameryce Południowej przez AIACR.

## Podsumowanie Sezonu

### Grandes Épreuves
| Data       | Grand Prix                         | Tor          | Zwycięzca (kierowcy) | Zwycięzca (konstruktorzy) | Wyniki |
| ---------- | ---------------------------------- | ------------ | -------------------- | ------------------------- | ------ |
| 30 maja    | Indianapolis 500                   | Indianapolis | Tommy Milton         | H.C.S. Miller             | Wyniki |
| 15 lipca   | Grand Prix Francji                 | Tours        | Henry Segrave        | Sunbeam                   | Wyniki |
| 9 września | Grand Prix Włoch Grand Prix Europy | Monza        | Carlo Salamano       | FIAT                      | Wyniki |

### Pozostałe Grand Prix
| Data            | Grand Prix               | Tor             | Zwycięzca (kierowcy) | Zwycięzca (konstruktorzy) | Wyniki |
| --------------- | ------------------------ | --------------- | -------------------- | ------------------------- | ------ |
| 15 kwietnia     | Targa Florio             | Madonie         | Ugo Sivocci          | Alfa Romeo                | Wyniki |
| 6 maja          | Cremona Circuit          | Cremona         | Antonio Ascari       | Alfa Romeo                | Wyniki |
| 10 czerwca      | Mugello Circuit          | Mugello Circuit | Gastone Brilli-Peri  | Steyr                     | Wyniki |
| 17 czerwca      | Savio Circuit            | Rawenna         | Enzo Ferrari         | Alfa Romeo                | Wyniki |
| 25 lipca        | Grand Prix San Sebastián | Lasarte         | Albert Guyot         | Rolland-Pilain            | Wyniki |
| 26 sierpnia     | Coppa Montenero          | Montenero       | Mario Razzauti       | Ansaldo                   | Wyniki |
| 28 października | Grand Prix Hiszpanii     | Sitges-Terramar | Albert Divo          | Sunbeam                   | Wyniki |
| 25 listopada    | Garda Circuit            | Salò            | Guido Meregalli      | Diatto                    | Wyniki |